# Proteína G

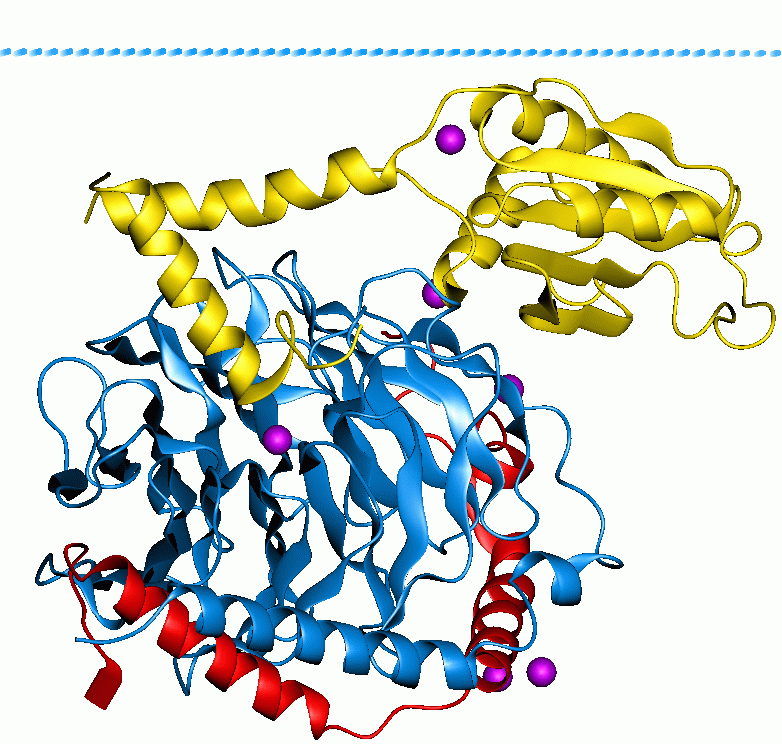
As subunidades beta e gama da proteína G são mostradas em azul e vermelho, respectivamente.

A Proteína G pertence a uma classe de proteínas envolvidas na transdução de sinais celulares. Ela é um importante mediador de vias metabólicas na forma de heterotrímero, com subunidades α, β e γ, que, na membrana plasmática, está associado a receptores GPCR. Quando um sinal extracelular se liga a um GPCR (receptor associado à proteína G) presente na membrana plasmática das células, a proteína G sofre uma alteração conformacional capaz de ativar uma de suas subunidades que possui ligação a GTP, tornando-se capaz de alternar entre um estado de ligação com uma guanosina difosfato inativa (GDP), a outro com uma guanosina trifosfato ativa (GTP). Isso leva a uma cascata de eventos de sinalização que resultam na regulação dos processos seguintes da célula, como a liberação de segundos mensageiros, como o AMP cíclico. A proteína G, junto com seu receptor transmite sinais de hormônios e neurotransmissores, controlando o metabolismo da maquinaria celular, como a contração, a transcrição e a secreção. Essas proteínas pertencem a um grupo amplo de enzimas denominado ATPases.

## Histórico da proteína G
As proteínas G foram descobertas quando Alfred G. Gilman e Martin Rodbell tentavam desvendar como a adrenalina estimulava as células. M. Rodbell propôs a existência de um intermediário entre a proteína transmembrana receptora e a enzima amplificadora intracelular responsáveis pela transdução deste sinal.  Em 1980 Alfred G. Gilman foi capaz de purificar uma proteína que ao ser devolvida ao meio intracelular permitia o funcionamento normal de receptores e de enzimas amplificadoras. Quanto ao mecanismo da ativação gerada pela adrenalina, descobriu-se que quando a mesma liga-se ao seu receptor, este então ativa uma proteína G, finalmente ativando a enzima adenilato ciclase, que converte ATP (adenosina trifosfato) em cAMP (monofosfato cíclico de adenosina). Pela descoberta, os dois cientistas ganharam, em 1994, o Nobel de Medicina. Disfunções nesta proteína são relacionadas com a etiologia de muitas doenças, o que a torna um extensivo alvo farmacológico desde sua descoberta.

## Ativação das proteínas G

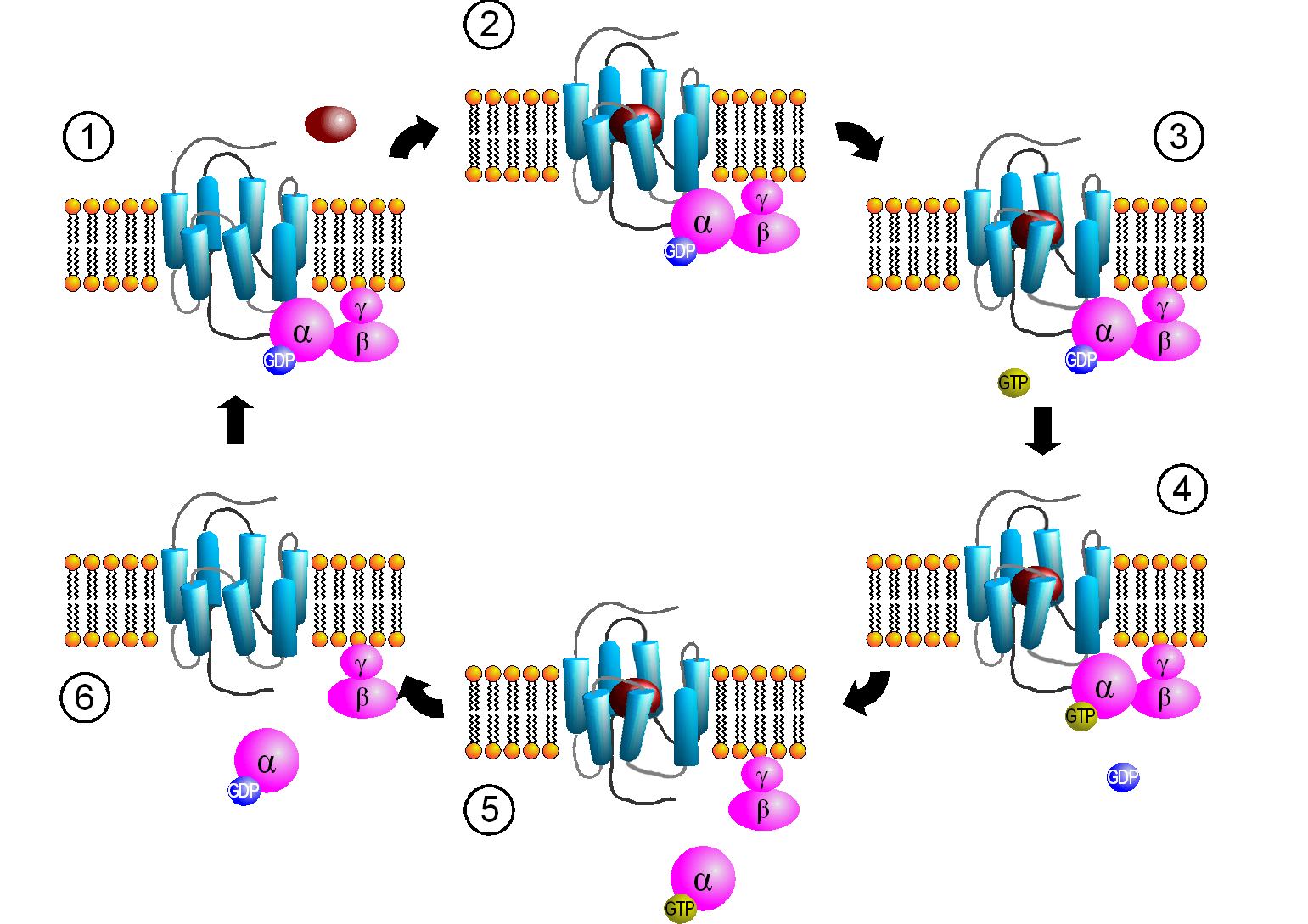
Ciclo da proteína G

O heterodímero da proteína G é formado de uma subunidade α para ligação do nucleotídeo guanina, que possibilita o reconhecimento especifico de receptores e efetores, e por subunidades β e γ, que formam um dímero bastante estável. No estado basal do complexo receptor-heterodímero, a subunidade α contém GDP ligado e o complexo α-GDP: βγ está acoplado ao receptor sem o ligante. [5]
Quando um agonista liga-se a um GPCR (receptor acoplado à proteína G), ocorre uma alteração conformacional no receptor que possibilita o acoplamento ao heterotrímero da proteína G. Essa alteração na conformação faz com que o fator de troca de nucleotídeos de guanina (GEF) induza a troca de GDP por GTP na subunidade α. A ligação com o GTP ativa a subunidade α e faz com que ela libere o dímero βγ e o receptor, deste modo, a subunidade α ligada ao GTP e o heterodímero βγ transformam-se em moléculas sinalizadoras ativas que iniciam cascatas de sinalização intracelular ativando efetores.
A proteína G permanece ativa até que o GTP ligado à subunidade α seja hidrolisado em GDP pela atividade GTPase intrínseca dessa subunidade. A ligação com o GDP devolve a afinidade da subunidade α pelo dímero βγ, encerrando o ciclo de transdução de sinal e formando novamente o complexo basal inativo, que pode ser reativado por uma nova ligação de um ligante ao receptor.

## Classificação da proteína G
As proteínas G são classificadas de acordo com a estrutura e sequência da subunidade α, sendo que as três principais isoformas são a Gs, a Gq e a Gi. Existem ainda outras isoformas, como a Gt (proteína transducina), que liga o fotorreceptor da rodopsina na retina, a Go, que regula canais de cálcio, e a Gk, reguladora de canais de potássio.

### Proteína Gs
Esta classe de proteína G é do tipo estimulatória, responsável pela ativação da adenilato ciclase, enzima catalisadora da reação de conversão do ATP em cAMP. Após a formação do complexo ligante/receptor, a subunidade alfa (α), antes ligada a GDP é induzida a se ligar a GTP e enfim tornar-se ativa. Após sua ativação, esta desliga-se das subunidades beta (β) e gama (γ) afim de deslocar-se pela membrana plasmática e enfim realizar a ativação da enzima adenilato ciclase, gerando o aumento substancial do cAMP. A proteína Gs pode ser estudada pela superativação gerada por infecção pela bactéria da cólera. Esta provoca a diarreia por meio do grande influxo de íons cloreto e água, esse quadro clínico é resultado da inibição de uma enzima que faz a transferência da ADP-ribose do NAD+ para a subunidade alfa da proteína Gs, o que impossibilita a hidrólise do GTP mantendo-o no estado ativo estimulando indefinidamente a adenilil-ciclase, aumentando os níveis de cAMP. Este aumento gera um influxo de Cl- e de água para o lúmen do intestino, causando a grave diarreia característica da cólera.

### Proteína Gq
A proteína Gq é responsável pela ativação da enzima fosfolipase C, que similarmente à adenilato ciclase (AMPc), participa da formação de segundos mensageiros. Após ser ativada ela é responsável por degradar o fosfatidil inositol 4,5 bifosfato (PIP2), que está presente na membrana, em 1,4,5 trifosfato de inositol (IP3) e 1,2 diacilglicerol (DAG). Ambos serão os segundos mensageiros envolvidos nas respostas fisiológicas mediadas pela proteína Gq.
O IP 3, cuja composição estrutural é hidrossolúvel, migra pelo citosol se ligando a receptores específicos de IP3 no retículo endoplasmático e mitocôndrias; dessa forma, promove a liberação do íon Ca+2 no citosol e aumenta a concentração desse íon bruscamente (até cerca de 10-6 M). O Ca2+ funciona como um terceiro mensageiro desencadeando outras respostas intracelulares, como, por exemplo: a exocitose em neurônios e nas células endócrinas, contração muscular e rearranjos do citoesqueleto durante os movimentos ameboides.
O DAG, presente na membrana plasmática da célula graças a sua estrutura hidrofóbica, possui a função de ativar a proteína cinase C (PKC), uma enzima ligada à membrana plasmática que promove a fosforilação de radicais em diversas proteínas intracelulares.
A transdução de sinais mediadas através da proteína Gq possui funções significativas no cérebro como: a transmissão neuronal, a plasticidade sináptica e a sobrevivência dos neurônios. Tendo em vista isso, diversas pesquisas apontam a deficiência da proteína Gq como responsável nos processos de neurodegeneração na doença de Alzheimer. A participação da proteína Gq na doença de Alzheimer foi atribuída através do estudo de receptores de angiotensina (AT2), cuja função no cérebro está relacionada ao comportamento, memória e apoptose, estando associadas em sua fase citosólica à isoforma Gq. Logo, inibidores dos receptores de AT2 induziram processos de neurodegeneração em camundongos. Ademais, outras pesquisas também demostraram a função inibitória da proteína Gq nos processos de neurodegeneração, pois AT2 mutantes obtiveram um efeito retardatório na neurodegeneração em camundongos com a doença de Alzheimer.

### Proteína Gi
A proteína Gi (inibitória) inibe a atividade da enzima Adenilato Ciclase. Essa forma da proteína G, associada à diminuição da resposta celular, é a responsável pelos efeitos inibitórios de receptores na via adenilato ciclase.
Foi evidenciado em pesquisas que os receptores de eritropoetina (Epo), estão associados, na face citosólica, à uma proteína Gi, em precursores eritróides e, também, em células não hematopoéticas. Nos eritróides a proteína Gi regula o inﬂuxo de Ca2+ através da fração αi2. Já o dímero βγ é responsável pela ativação da via MAPK. Isto foi evidenciado quando a fosforilação do MAPK foi inibida pela ação de um competidor extraído de receptores cinases β adrenérgicos (βARK1). Alguns exemplos de células não hematopoiéticas que expressam receptores de Epo são: as células neuronais, relacionada com processos anti-apoptóticos e de neurogênese no cérebro. Ela também pode estar envolvida na proliferação e diferenciação de células musculares, além de atuar na angiogênese e estar presente em células endoteliais. Contudo, esses processos ainda são pouco documentados.

### Proteína Gt
A proteína Gt (transducina) está envolvida na excitação visual. O processo visual começa com a conversão dos fótons a um sinal que pode ser analisado pelo cérebro. Essa conversão é realizada pelas células fotorreceptoras do olho, localizadas na retina. Na parte superior dessas células, o segmento externo, contém os pigmentos que detectam e absorvem a luz, bem como todas as máquinas moleculares responsáveis pela transmissão do sinal e o início do impulso nervoso. Incorporado nos segmentos exteriores da células há o pigmento visual chamada rodopsina, sendo essa  identificada como um membro da superfamília de receptores em serpentina (GPCR). A rodopsina é responsável por ativar a transducina, que é uma proteína periférica da membrana que pertence à família das proteínas G heterotriméricas e, como tal, tem três cadeias polipeptídicas. No escuro, a transducina é encontrada em sua forma inativa, vinculada a uma molécula denominada PIB. Por efeitos da luz, a rodopsina interage fortemente com transducina ligada ao PIB, promovendo a troca do PIB por GTP na unidade alfa. A dissociação da transducina em suas subunidades permite que a subunidade alfa ativa transporte o sinal de excitação para a próxima enzima na cascata, a fosfodiesterase GMP cíclica, dando continuidade ao processo de excitação visual.

### Proteína Gk
A proteína Gk é responsável pala regulação dos canais de potássio dependentes do ATP por estimulação da proteína cinase A. No processo de contração muscular, a ativação das proteínas G aumenta os níveis de AMPc nas células musculares lisas através da ativação da enzima adenil ciclase,  causando hiperpolarização da membrana celular. O aumento dos níveis de AMPc causa estimulação da proteína cinase A que activa os canais de K+ dependentes do ATP.

## Subunidade α da proteína G
Na subunidade α da proteína G são encontradas regiões tanto relacionadas com a ligação ao GTP, o que ativa a subunidade α, como regiões que possuem atividade GTPásica, as quais são intrínsecas dessa subunidade e relacionadas com a sua inativação. É devido a sucessão estrutural das subunidades α que se torna possível a caracterização da proteína G.
Investigações sobre o funcionamento da subunidade alfa-o da proteína G, chamada de Gαo, e seu envolvimento na formação de protusões membranosas, descobriram que tal subunidade está envolvida no controle e na mediação de diversas vias celulares, através da interação com mais de 250 agentes envolvidos nessas vias, que incluem os processos de divisão celular, protusão de membrana, transporte de proteínas, dentre outros.
Também foi evidenciado que as células, de insetos a mamíferos, apresentam uma Gαo de membrana e uma Gαo do Golgi, sendo as duas ativadas através de mecanismos diferenciados entre si e tendo funções diferentes no que diz respeito a protusões membranosas. As conclusões da pesquisa explanaram que a Gαo da membrana plasmática seria responsável por iniciar e induzir a protusão membranosa, como as neurites por exemplo, enquanto a Gαo do Golgi exerceria o papel de "alimentadora" das protusões, enviando vesículas para a região de expansão, a fim de não só dar conteúdo ao prolongamento citoplasmático, mas também de aumentar seu volume e o comprimento/alcance dessas protusões.
As Gαos da membrana e  do Golgi trabalham em conjunto, de modo que o mal funcionamento ou a não ativação de uma delas prejudicariam o mecanismo de protusão de membranas e de exportação de vesículas, além de outras vias reguladas pela Gαo.
Na ativação de proteína G, a subunidade G-α-o está significativamente associada à rab1 e a rab3, além da sequência KDELR (KDEL do Retículo endoplasmático), estudos confirmam o envolvimento das quatro na formação de protusões membranosas. O papel principal da KDELR no processo seria a ativação da Gαo Golgiana, essa subunidade da proteína G, então ativada, realiza a subsequente ativação da Rab1 e da Rab3 para dar seguimento ao mecanismo de secreção de vesículas. Este eixo de sinalização KDELR → Gαo → Rab1 e Rab3 ocorre nas células de insetos a mamíferos e controla a entrega de material de Golgi para a membrana plasmática em várias células e tecidos.

## Dímero βγ da proteína G
```
As subunidades β e γ da proteína G encontram-se unidas formando um dímero que em associação com a subunidade α tornam a proteína G inativa. Atualmente já são conhecidos alguns mecanismos nos quais o dímero βγ atua: βγ tem função primordial em alguns processos celulares específicos e de endocitose mediado por receptores. Mas nem sempre foi assim, acreditava-se inicialmente que o dímero servia apenas de “âncora” para a subunidade α, a impedindo de executar suas funções. O que deixou de ser verdade com o avançar dos estudos relacionados a proteína G. Ainda não se tem conhecimento completo de muitos processos nos quais as subunidades β e γ atuam, mas com o avançar da ciência espera-se aos poucos desvenda-los.
```

## Receptores acoplados à proteína G

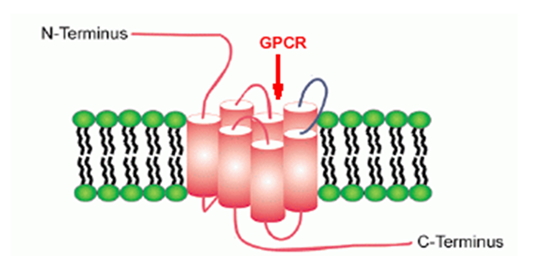
Representação da estrutura, composta por sete hélices transmembranares, do receptor acoplado à proteína G

Os receptores acoplados à proteína G, os GPCR, constituem a maior superfamília de proteínas codificadas pelo genoma humano. Estes receptores são proteínas de membrana que compartilham uma estrutura de sete hélices transmembranares, da família de receptores serpenteantes ou serpentinos, e possuem como função a transdução do sinal celular pela ativação da proteína no meio intracelular. Esta ativação, mediada pela interação do agonista no domínio extracelular do receptor, se propaga no meio intracelular, ativando diversas cascatas de sinalização em diferentes processos fisiológicos como neurotransmissão, crescimento, metabolismo, diferenciação celular, secreção e defesa imunológica. Disfunções nestes receptores desencadeiam as doenças mais prevalentes em humanos, o que os torna alvos de uma grande quantidade dos fármacos produzidos atualmente. Dados experimentais e clínicos indicam o papel das GPCRs na progressão do câncer e na metástase, já que células tumorais podem sequestrar as GPCRs de suas funções fisiológicas normais para proliferar de forma autônoma e para aumentar seu suprimento de nutrientes e de oxigênio. Algumas mutações ativas de proteínas G e GPCRs levam ao crescimento desregulado de tumores endócrinos, além disso, infecções virais, bem como as mutações, podem gerar a expressão de proteínas GPCRs que se encontram constitutivamente ativas.
Algumas doenças podem ser provocadas por mutações que podem prejudicar a função dos GPCRs mediante alteração em diferentes passos do ciclo de ativação da proteína. Mutações inativadoras germinativas nos receptores dos hormônios adrenocorticotrófico (ACTH), tireoestimulante (TSH), liberador de TSH (TRH), liberador de hormônio de crescimento (GHRH), folículo-estimulante (FSH), luteinizante (LH) e vasopressina V2 foram identificadas como causas de resistência para seus respectivos hormônios. No caso do receptor sensível ao cálcio extracelular, mutações inativadoras em células germinativas levam a uma diminuição da sensibilidade ao cálcio extracelular. O fenótipo esperado para mutações inativadoras em alelos desses receptores hormonais está associado a síndromes de resistência aos respectivos hormônios. Um desses fenótipos é o "little mouse", em que o portador apresenta nanismo por deficiência de GH causado por uma mutação inativadora num resíduo altamente conservado no domínio extracelular do receptor de GHRH, caracterizada pela troca do aminoádo ácido aspártico na posição 60 por uma glicina. Em humanos, a deficiência isolada familiar de GH pode ser causada por uma mutação no próprio gene do GH.
Existem também doenças endócrinas causadas por mutações ativadoras, em que os receptores exibem hiperfunção autônoma, ou seja, são ativados independentemente de sua ligação ao respectivo agonista.
A identificação de mutações naturais nos GPCRs e mesmo nas sub-unidades α das proteínas Gs e a associação causal destas mutações com diversas endocrinopatias sem dúvida alguma contribuiu bastante para a melhor compreensão de aspectos estruturais e funcionais destes receptores e destas proteínas sinalizadoras. Além disso, diversos aspectos da fisiologia endócrina são constantemente atualizados através de novas descobertas nesta área.